# アスマラ地震 (1915年)
アスマラ地震（アスマラじしん）は、1915年9月23日にアフリカ東部イタリア領エリトリア（当時）で起きた地震。1913年にも大地震が起きていることから、「1915年アスマラ地震」と呼ぶ場合もある。

## 概要
1915年9月23日にエリトリアのアスマラ郊外で発生した。地震についての詳しい記録は観測機器が設置されていなかったため、残っていない。地震の大きな損害の為に住民はパニックを起こしている。損害などの分析により、専門家は比較的大きな地震だったと説明している。